# Ksaver Šandor Gjalski
Ljubo Babić (psevdonim Ksaver Šandor Gjalski), hrvaški književnik in politik, * 26. oktober, 1854, † 9. februar,  1935.